# 아세트산 무수물
아세트산 무수물(영어: acetic anhydride) 또는 에탄산 무수물(영어: ethanoic anhydride)은 화학식이 (CH3CO)2O인 화합물이다. 일반적으로 Ac2O으로 약칭되며, 카복실산의 가장 단순하고 분리 가능한 무수물이며, 유기 합성에서 시약으로 널리 사용된다. 아세트산 무수물은 공기 중의 수분과 반응하여 형성되는 아세트산의 강한 냄새를 풍기는 무색의 액체이다.

## 같이 보기
- 아세트산